# Пенн і Теллер
Пенн і Теллер (англ. Penn & Teller) — дует американських ілюзіоністів Пенна Джіллетта і Теллера, які почали виступати разом наприкінці 1970-х. Найбільш відомі численними виступами на сцені й телебаченні. Нині їхнє шоу є сумішшю гумору і фокусів. У виступах Пенн є оповідачем, тоді як Теллер зазвичай не розмовляє взагалі, хоча іноді можна почути його голос або фразу. Вони спеціалізуються на великій кількості різних трюків, розіграшів, а також викритті шахрайства. В останні роки дует став асоціюватися з атеїзмом, науковим скептицизмом і лібертаріанством, зокрема через телешоу Пенн і Теллер: Нісенітниця!.

## Кар'єра
Пенн і Теллер познайомилися 10 квітня 1974 року завдяки їхньому спільному другові Вейру Крісмеру. Їхній перший спільний виступ відбувся на фестивалі Ренесансу в Міннесоті19 серпня 1975 року. Вони стали виступати як тріо «Asparagus Valley Cultural Society». 1981 року Пенн і Теллер відокремилися від Крісмера і стали виступати як дует ілюзіоністів.
До 1985 року Пенн і Теллер уже отримали безліч позитивних відгуків за їхнє офф-Бродвей шоу, а також премію Еммі за спеціальний випуск Penn & Teller Go Public на PBS. 1987 року вони почали виступати в Бродвейському театрі. До першої половини 1990-х років дует з'являвся в безлічі популярних телевізійних шоу, таких як Пізно вночі з Девідом Леттерманом, Суботнього вечора в прямому ефірі, Вечірнє шоу з Джеєм Лено, Пізня ніч з Конаном О'Браєном, Today та багатьох інших.

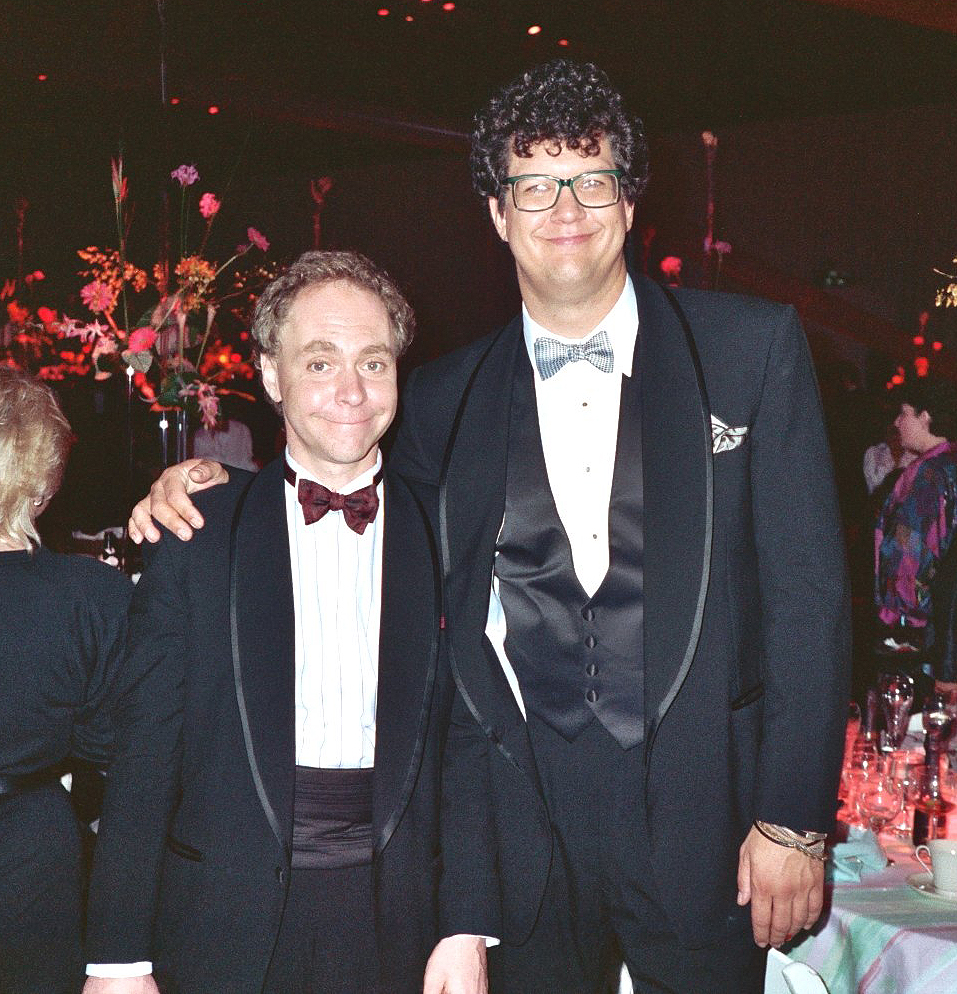
Пенн і Теллер на 40-й церемонії вручення Еммі, серпень 1988 року

Пенн і Теллер отримали безліч позитивних відгуків від критиків за свої національні гастролі протягом 90-х років. Дует також з'явився в науково-фантастичному телесеріалі Вавилон-5 у ролі комедіантів в епізоді День мертвих. З'явилися в двох епізодах серіалу Шоу Дрю Кері в ролі Фенна і Геллера, в декількох епізодах телегри Hollywood Squares від 1998 до 2004 року, а також у безлічі інших телешоу і серіалах. У мультсеріалі Сімпсони, епізодах Hello Gutter, Hello Fadder і The Great Simpsina, а також у повнометражному мультфільмі Футурама: В дикі зелені далі з'являються як камео. В музичному відеокліпі 1987 року It's Tricky американського хіп-хоп гурту Run-D. M. C. ілюзіоністи зображують шахраїв; у кліпі 2009 року Waking Up in Vegas американської співачки Кеті Перрі Пенна і Теллера виганяють з номера в готелі Лас-Вегаса.
Від 2003 до 2010 року на телеканалі Showtime виходило шоу Пенн і Теллер: Нісенітниця!, в якому вони демонструють скептичне ставлення до різних екстрасенсів, релігій, псевдонаук, теорій змов і паранормальної активності. У шоу також критикують багато «звичних» для людей речей, таких як війна проти наркотиків, екологічні проблеми, контроль зброї, фен-шуй, різні організації на зразок PETA і Грінпіс.
Від 5 жовтня до 9 листопада 2011 року на телеканалі Discovery Channel виходило їхнє шоу Пенн і Теллер кажуть неправду.
Пенн і Теллер виявляли підтримку громадському руху натуралістичного світогляду Brights. Згідно зі статтею в щомісячному журналі Wired, вони інколи в автографах замість свого підпису пишуть «Бога немає» («there is no God»); у різних інтерв'ю кажуть, що релігія — це бруд; вважають, що фокусникам слід бути скептиками від природи і вони наслідують традиції Гаррі Гудіні, який висміював спіритизм.

## Стосунки поза сценою
В інтерв'ю для соціального новинного сайту «Reddit» Пенн Джіллетт відповів на 10 запитань від співробітників сайту; Пенн брав участь у відеоінтерв'ю Big Think, де розповів про їхні взаємини. Вони мають кілька спільних інтересів і є близькими друзями — діти Пенна сприймають Теллера як близького родича. Джіллетт стверджує, що на відміну від таких відомих дуетів, як Дін Мартін і Джері Льюїс, Джон Леннон і Пол Маккартні, заснованих на глибокій прихильності один до одного, їхні ділові стосунки і дружба побудовані на взаємній повазі.

## Нагороди

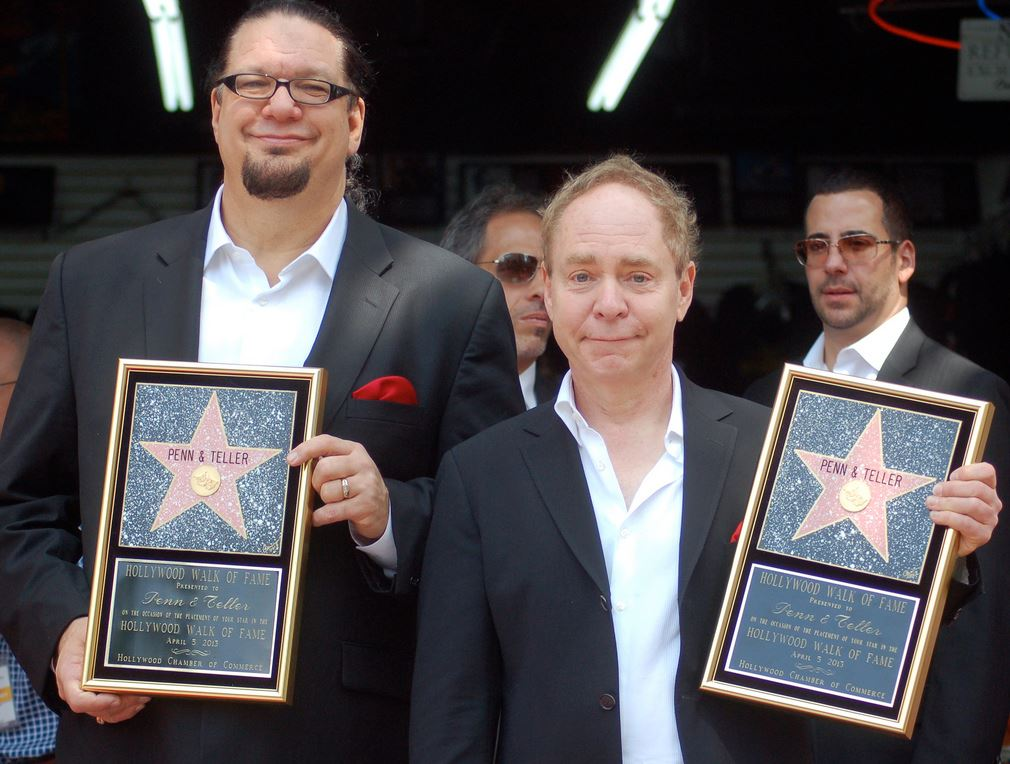
Пенн і Теллер на церемонії вручення зірки на голлівудській «Алеї слави» в 2013 році

2001 року дует отримав нагороду Г'ю Гефнера «Hugh M. Hefner First Amendment Award». 5 квітня 2013 року їх нагороджено 2494-ю зіркою слави на голлівудській «Алеї слави» за їхні досягнення протягом усієї спільної кар'єри тривалістю більш ніж 35 років. Їхня зірка міститься недалеко від зірки славетного американського ілюзіоніста Гаррі Гудіні, а також вниз по вулиці від Магічного замку.

## Фільмографія

### Телебачення
У телешоу «Хто обдурить Пенна і Теллера?» фокусники з усього світу намагаються здивувати Пенна і Теллера, і якщо ті не можуть розгадати секрету трюку, то вручають спеціальну нагороду.

### Книги
- Penn & Teller's How to Play in Traffic (1997, ISBN 1-57297-293-9)
- Penn & Teller's How to Play with Your Food (1992, ISBN 0-679-74311-1)
- Penn & Teller's Cruel Tricks for Dear Friends (1989, ISBN 0-394-75351-8)

## Інше

### Відеоігри
- Penn & Teller's Smoke and Mirrors (не випущена, планувався випуск до 1995)[13]